# Mei Lanfang
Méi lánfāng é um filme de drama honcongo-chinês de 2008 dirigido e escrito por Chen Kaige. Foi selecionado como representante da China à edição do Oscar 2009, organizada pela Academia de Artes e Ciências Cinematográficas.

## Elenco
- Leon Lai - Mei Lanfang
- Zhang Ziyi - Meng Xiaodong
- Wang Xueqi - Tan Xinpei
- Sun Honglei - Qi Rushan
- Chen Hong - Fu Zhifang